# Etemysvaara
Etemysvaara är en kulle i Finland. Den ligger i Savukoski i landskapet Lappland, i den norra delen av landet, 900 km norr om huvudstaden Helsingfors. Toppen på Etemysvaara är 409 meter över havet, eller 97 meter över den omgivande terrängen. Bredden vid basen är 2,5 km.
Terrängen runt Etemysvaara är huvudsakligen platt. Trakten runt Etemysvaara är nära nog obefolkad, med mindre än två invånare per kvadratkilometer. Det finns inga samhällen i närheten. 